# Campionato europeo di automobilismo 1938
Il Campionato europeo di automobilismo 1938 è stata la VI edizione del Campionato europeo di automobilismo.

## Gran Premi validi per il campionato
| Pos. | Nazione                 | Circuito    | Data         | Vincitore               | Scuderia      | Resoconto |
| ---- | ----------------------- | ----------- | ------------ | ----------------------- | ------------- | --------- |
| 1    | Gran Premio di Francia  | Reims-Gueux | 3 luglio     | Manfred von Brauchitsch | Mercedes-Benz | Resoconto |
| 2    | Gran Premio di Germania | Nürburgring | 24 luglio    | Richard Seaman          | Mercedes-Benz | Resoconto |
| 3    | Gran Premio di Svizzera | Bremgarten  | 21 agosto    | Rudolf Caracciola       | Mercedes-Benz | Resoconto |
| 4    | Gran Premio d'Italia    | Monza       | 11 settembre | Tazio Nuvolari          | Auto Union    | Resoconto |

## Gran Premi fuori campionato
| Nome                             | Circuito     | Data       | Vincitore             | Vettura       | Resoconto |
| -------------------------------- | ------------ | ---------- | --------------------- | ------------- | --------- |
| Gran Premio di Pau               | Pau          | 10 aprile  | René Dreyfus          | Delahaye      | Resoconto |
| Trofeo Campbell                  | Brooklands   | 18 aprile  | Prince Bira           | ERA           | Resoconto |
| Gran Premio di Cork              | Carrigrohane | 23 aprile  | René Dreyfus          | Delahaye      | Resoconto |
| Gran Premio di Tripoli           | Mellaha      | 15 maggio  | Hermann Lang          | Mercedes-Benz | Resoconto |
| Circuito Nazionale di Gávea      | Gávea        | 29 maggio  | Arthur Nascimento Jr  | Alfa Romeo    | Resoconto |
| Gran Premio delle Frontiere      | Chimay       | 5 giugno   | Maurice Trintignant   | Bugatti       | Resoconto |
| Gran Premio di Rio de Janeiro    | Gávea        | 12 giugno  | Carlo Maria Pintacuda | Alfa Romeo    | Resoconto |
| Coppa Ciano                      | Montenero    | 7 agosto   | Hermann Lang          | Mercedes-Benz | Resoconto |
| Coppa Acerbo                     | Pescara      | 15 agosto  | Rudolf Caracciola     | Mercedes-Benz | Resoconto |
| 200 miglia dello Junior Car Club | Brooklands   | 27 agosto  | Johnny Wakefield      | ERA           | Resoconto |
| Mountain Championship            | Brooklands   | 15 ottobre | Raymond Mays          | ERA           | Resoconto |
| Gran Premio di Donington         | Donington    | 22 ottobre | Tazio Nuvolari        | Auto Union    | Resoconto |

## Classifica
| Pos | Pilota                  | FRA | GER | SUI | ITA | Punti |
| --- | ----------------------- | --- | --- | --- | --- | ----- |
| 1   | Rudolf Caracciola       | 2   | 2   | 1   | 3   | 8     |
| 2   | Manfred von Brauchitsch | 1   | Rit | 3   | Rit | 15    |
| 3   | Hermann Lang            | 3   | Rit | 10  | Rit | 17    |
| 4   | Richard Seaman          |     | 1   | 2   | Rit | 18    |
| 5   | Tazio Nuvolari          |     | Rit | 9   | 1   | 20    |
| =   | Hans Stuck              |     | 3   | 4   | Rit | 20    |
| =   | Hermann Paul Müller     |     | 4   | Rit | Rit | 20    |
| 8   | Giuseppe Farina         |     | Rit | 5   | 2   | 21    |
| 9   | René Dreyfus            |     | 5   | 8   |     | 24    |
| =   | Pietro Ghersi           |     | 8   |     | 5   | 24    |
| 11  | Jean-Pierre Wimille     | Rit |     | 7   | Rit | 25    |
| 12  | Piero Taruffi           |     | Rit | 6   | Rit | 26    |
| 13  | Clemente Biondetti      |     | Rit |     | 4   | 27    |
| 14  | René Carrière           | 4   |     |     |     | 28    |
| =   | Christian Kautz         | Rit |     | Rit | Rit | 28    |
| =   | Rudolf Hasse            | Rit | Rit |     |     | 28    |
| =   | Paul Pietsch            |     | 6   |     |     | 28    |
| =   | Renato Balestrero       |     | 7   |     |     | 28    |
| =   | Franco Cortese          |     | 9   |     |     | 28    |
| =   | Raph                    |     |     | 11  |     | 28    |
| =   | Emilio Romano           |     |     | 12  |     | 28    |
| =   | Max Christen            |     |     | 13  |     | 28    |
| =   | Edoardo Teagno          |     |     | 14  |     | 28    |
| 24  | Philippe Étancelin      | Rit |     |     |     | 29    |
| =   | Arthur Hyde             |     | Rit |     |     | 29    |
| 26  | Adolfo Mandirola        |     |     | Rit |     | 30    |
| =   | Giovanni Minozzi        |     |     | Rit |     | 30    |
| =   | Luigi Villoresi         |     |     |     | Rit | 30    |
| =   | Goffredo Zehender       |     |     |     | Rit | 30    |
| =   | Vittorio Belmondo       |     |     |     | Rit | 30    |
| 31  | Eugene Chaboud          | Rit |     |     |     | 31    |
| =   | Toulo de Graffenried    |     | Rit |     |     | 31    |
| =   | Franco Comotti          |     | Rit |     |     | 31    |
| =   | Herbert Berg            |     | Rit |     |     | 31    |
| =   | István de Sztriha       |     |     | Rit |     | 31    |
| 36  | Carlo Felice Trossi     |     |     |     | DSQ | 32    |
| Pos | Pilota                  | FRA | GER | SUI | ITA | Punti |

| LEGENDA     | LEGENDA                        | LEGENDA |
| Colore      | Risultato                      | Punti   |
| ----------- | ------------------------------ | ------- |
| Oro         | Vincitore                      | 1       |
| Argento     | 2º                             | 2       |
| Bronzo      | 3º posto                       | 3       |
| Verde       | Completato più del 75%         | 4       |
| Blu         | Completato tra il 50% e il 75% | 5       |
| Porpora     | Completato tra il 25% e il 50% | 6       |
| Rosso       | Completato meno del 25%        | 7       |
| Nero        | Squalificato                   | 8       |
| Trasparente | Non ha partecipato             | 8       |